# Championnat du pays de Galles de football 2002-2003
Navigation
Édition précédente Édition suivante
La 11e édition du championnat du pays de Galles de football est remportée par le Barry Town Football Club. C’est le septième titre de champion du club, le troisième consécutif. Barry Town l’emporte avec 3 points d’avance sur Total Network Solutions. Bangor City complète le podium. Le podium est donc identique à celui de la saison précédente.
Le système de promotion/relégation reste en place : descente et montée automatique pour deux clubs l’un du sud issu du championnat du nord, la Cymry Alliance, l’autre du championnat du sud : Llanelli AFC descend en deuxième division. Il est remplacé pour la saison 2003-2004 par Porthmadog FC. Welshpool sauve sa place dans l’élite car aucun club issu de la Welsh League Division One n’a obtenu de promotion en première division.

## Les clubs de l'édition 2002-2003
| \| Aberystwyth Town Bangor City Caersws FC Connah's Quay Nomads Cwmbran Town Newtown AFC TNS Llansantffraid Rhyl FC Barry Town Carmarthen Town Haverfordwest County Afan Lido Cefn Druids Port Talbot Town Oswestry Town Caernarfon Town Welshpool Town Llanelli AFC \| Localisation des clubs engagés dans le championnat. |
| Aberystwyth Town Bangor City Caersws FC Connah's Quay Nomads Cwmbran Town Newtown AFC TNS Llansantffraid Rhyl FC Barry Town Carmarthen Town Haverfordwest County Afan Lido Cefn Druids Port Talbot Town Oswestry Town Caernarfon Town Welshpool Town Llanelli AFC                                                           |

| Club                                  | Stade                | Capacité | Ville                     |
| ------------------------------------- | -------------------- | -------- | ------------------------- |
| Aberystwyth Town Football Club        | Park Avenue Ground   | 2100     | Aberystwyth               |
| Afan Lido Football Club               | -                    | -        | Aberavon                  |
| Bangor City Football Club             | Farrar Road          | 1500     | Bangor                    |
| Barry Town Football Club              | Jenner Park          | 2500     | Barry                     |
| Caernarfon Town Football Club         | The Oval             | 3000     | Caernarfon                |
| Caersws Football Club                 | -                    | -        | Caersws                   |
| Carmarthen Town Football Club         | Richmond Park        | 3000     | Carmarthen                |
| Cefn Druids Association Football Club | Plaskynaston Lane    | 2500     | Wrexham                   |
| Connah's Quay Nomads Football Club    | Halfway Ground       | 3000     | Connah's Quay             |
| Cwmbran Town Football Club            | -                    | -        | Cwmbran                   |
| Haverfordwest County Football Club    | Newbridge Meadow     | 2000     | Haverfordwest             |
| Llanelli Association Football Club    | Stebonheath Park     | 3700     | Llanelli                  |
| Newtown Association Football Club     | Latham Park          | 4300     | Newtown                   |
| Oswestry Town Football Club           | Park Hall            | 2000     | Oswestry                  |
| Port Talbot Town Football Club        | Victoria Road Ground | 2000     | Port Talbot               |
| Rhyl Football Club                    | Belle Vue            | 4000     | Rhyl                      |
| Total Network Solutions Football Club | Recreation Ground    | 2000     | Llansantffraid-ym-Mechain |
| Welshpool Town Football Club          | Maes Y Dre           | 3000     | Welshpool                 |

## Compétition

### Classement
Le classement est établi sur le barème de points classique (victoire à 3 points, match nul à 1, défaite à 0).
| Rang | Équipe                  | Pts | J  | G  | N  | P  | Bp | Bc | Diff |
| ---- | ----------------------- | --- | -- | -- | -- | -- | -- | -- | ---- |
| 1    | Barry Town T            | 83  | 34 | 26 | 5  | 3  | 84 | 26 | +58  |
| 2    | Total Network Solutions | 80  | 34 | 24 | 8  | 2  | 68 | 21 | +47  |
| 3    | Bangor City             | 71  | 34 | 22 | 5  | 7  | 75 | 34 | +41  |
| 4    | Aberystwyth Town        | 60  | 34 | 17 | 9  | 8  | 54 | 38 | +16  |
| 5    | Connah's Quay Nomads    | 59  | 34 | 18 | 5  | 11 | 55 | 46 | +9   |
| 6    | Rhyl FC                 | 58  | 34 | 17 | 7  | 10 | 52 | 33 | +19  |
| 7    | Afan Lido               | 52  | 34 | 14 | 10 | 10 | 44 | 34 | +10  |
| 8    | Caersws FC              | 51  | 34 | 15 | 6  | 13 | 57 | 52 | +5   |
| 9    | Cwmbran Town C          | 50  | 34 | 14 | 8  | 12 | 51 | 40 | +11  |
| 10   | Newtown AFC             | 42  | 34 | 12 | 6  | 16 | 48 | 54 | -6   |
| 11   | Port Talbot Town        | 39  | 34 | 11 | 6  | 17 | 36 | 51 | -15  |
| 12   | Flexsys Cefn Druids     | 38  | 34 | 11 | 5  | 18 | 37 | 51 | -14  |
| 13   | Haverfordwest County    | 35  | 34 | 10 | 5  | 19 | 40 | 68 | -28  |
| 14   | Caernarfon Town         | 34  | 34 | 8  | 10 | 16 | 43 | 53 | -10  |
| 15   | Carmarthen Town         | 32  | 34 | 9  | 5  | 20 | 33 | 66 | -33  |
| 16   | Oswestry Town           | 28  | 34 | 6  | 10 | 18 | 36 | 67 | -31  |
| 17   | Welshpool Town P        | 28  | 34 | 7  | 7  | 20 | 30 | 62 | -32  |
| 18   | Llanelli AFC            | 17  | 34 | 4  | 5  | 25 | 42 | 89 | -47  |

| Légende : Qualifications et relégations | Légende : Qualifications et relégations                                                       |
| --------------------------------------- | --------------------------------------------------------------------------------------------- |
|                                         | Ligue des champions 2003-2004                                                                 |
|                                         | Coupe de l'UEFA 2003-2004, premier tour préliminaire                                          |
|                                         | Relégation en deuxième division                                                               |
|                                         | (T) : Tenant du titre (C) : Vainqueurs de la Coupe du pays de Galles de football (P) : Promus |

## Bilan de la saison
| Championnat du pays de Galles de football 2002-2003 |                         |
| Champion                                            | Barry Town (7e titre)   |
| Qualifications continentales                        |                         |
| Ligue des champions 2003-2004                       | Barry Town              |
| Coupe UEFA 2003-2004                                | Total Network Solutions |
| Coupe UEFA 2003-2004                                | Cwmbran Town            |
| Promotions et relégations                           |                         |
| Promus en Premier League                            | Porthmadog FC           |
| Relégués en Division One                            | Llanelli AFC            |

## Statistiques

### Meilleur buteur
- Graham Evans (Caersws FC), 24 buts